# Stare Plavnice
Plavnice Stare est un village croate de la municipalité de Bjelovar et situé dans le comitat de Bjelovar-Bilogora en région de Slavonie.

## Démographie
En 2021, la population était de 578 habitants.